# Asonance (hudební skupina)
Asonance je česká folk-rocková skupina z Prahy se zaměřením na skotské a irské lidové balady a písně, instrumentální skladby a tance.

## Historie skupiny
Skupina Asonance patří k nejstarším skupinám působícím na české folkové scéně. Její vznik se datuje do roku 1976, kdy jádro skupiny vytvořili tehdejší studenti pražského gymnázia Jana Nerudy, pánové Jan a Pavel Lašťovičkovi, Milan Štěrba a František Korecký, záhy se k nim připojila též Denisa Vondráčková. Prvně jmenovaný působí ve skupině dodnes jako její vedoucí. Zaměření skupiny ovlivnily v počátcích zejména folkové písně Joan Baez, které zavedly kapelníka Honzu Lašťovičku až ke studiu amerických a britských balad, a zejména jejich původu v lidové tvorbě britských ostrovů.
Od počátku 80. let 20. století se skupina na tuto tvorbu pozvolna specializuje, a brzy patří k uznávaným (a v té době i v Čechách k jediným) interpretům zejména irských a skotských balad, tanců a instrumentálních skladeb jako jsou reel, jig nebo hornpipe. V devadesátých letech se ve skupině objevují kromě tradičních českých folkových nástrojů (jako jsou housle, flétny, kytara a basa) také nástroje typické pro ostrovní folk: zejména irské loketní dudy, svislý irský buben bodhrán, strunný nástroj buzuki a různé typy irských fléten.
Kromě tradičních skladeb v tradičním pojetí se skupina věnuje také interpretaci lidových ostrovních skladeb v modernějším hávu, do jejího nástrojového vybavení se tak postupně začleňuje i elektrická basová kytara, klávesové nástroje a v posledních cca 10 letech i bicí souprava a později i elektrická sólová kytara. Tradiční skladby v klasickém pojetí a tradiční instrumentální skladby však také v repertoáru zůstaly, a stejně tak jeden z charakteristických atributů skupiny: vícehlasé úpravy některých lidových i duchovních písní. Tato pestrost repertoáru je také jedním z důvodů, proč skupina patří spíše k těm početnějším: v posledních letech kolísá počet jejich členů mezi 10 a 11.
Na podzim roku 2015 vstoupila skupina již do své 40. sezóny. Za tuto dobu vydala deset alb: jeden živý záznam koncertu – Asonance Live (1998) a devět alb studiových (řadových): Dva havrani (1992), Duše mé lásky (1994), Čarodějnice z Amesbury (1996), Má pravá láska (1997), Alison Gross (2000), Vzdálené ostrovy (2003), Jestřáb (2006), Království Keltů (2010), Tesař z Nazareta (2014) a Návrat Krále (2019). V roce 2008 vydala skupina na DVD s názvem „30 let na podiu“ dvouhodinový videozáznam svého vystoupení a v roce 2010 dva videoklipy k písním Dva havrani a Čarodějnice z Amesbury.

## Obsazení

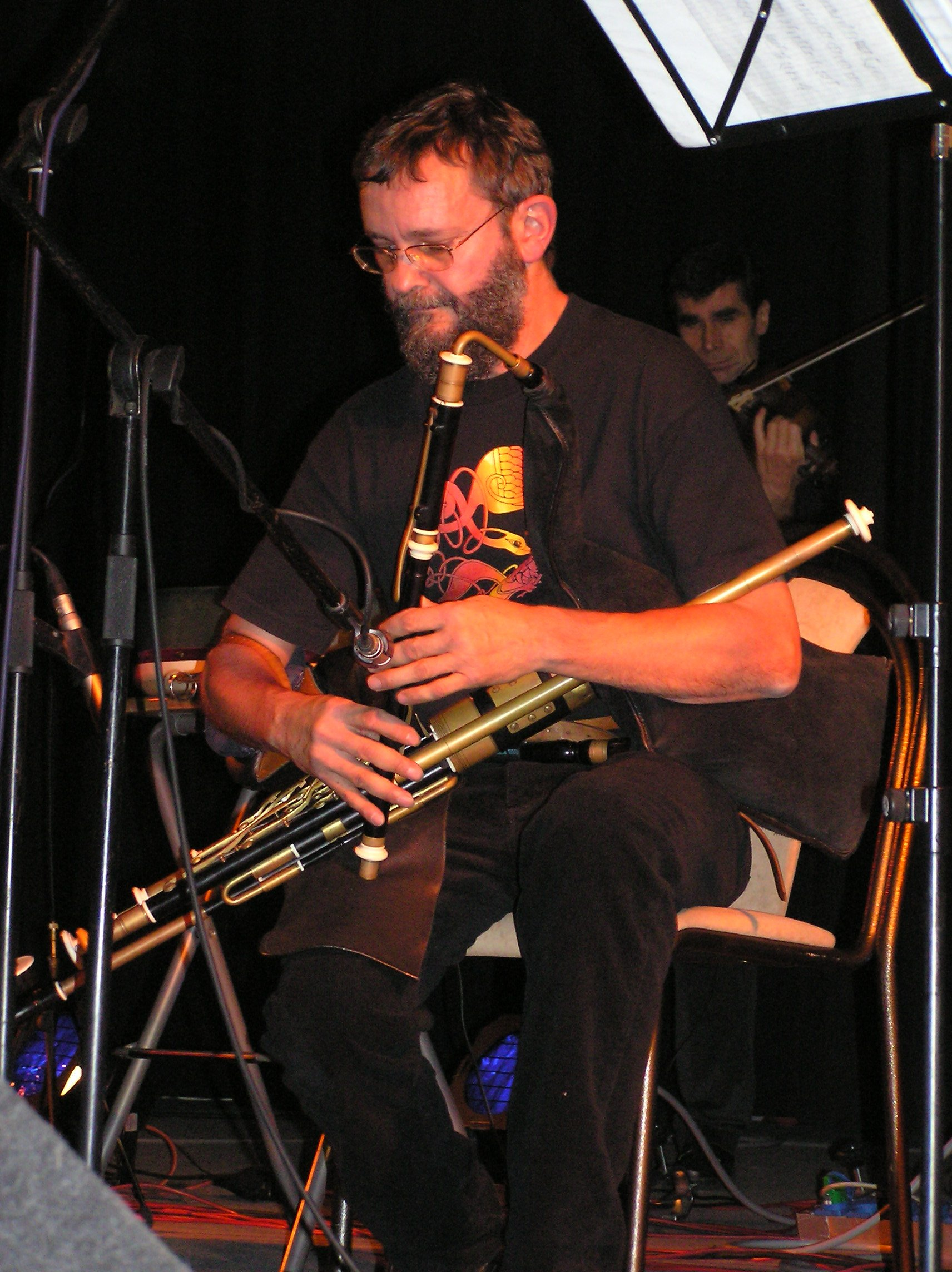
Jan Lašťovička a irské loketní dudy

- Jan Lašťovička: umělecký vedoucí, irské loketní dudy, vokály, kytara, buzuki, značná část českých textů
- Klára Fanta (roz. Laštovičková): irská příčná flétna, tin whistle, low whistle, sólový zpěv, vokály
- Luboš Pick: basová kytara, kytara, buzuki, vokály
- Petr Bohuslav: sólový zpěv, vokály, kytara
- Roman Slaboch: sólový zpěv, vokály
- Mirko Rokyta: klávesy
- Jan Ráb: housle
- Jan Doležal: bicí, perkuse (od 2017)
- Petra Sladká: sólový zpěv, vokály (od 2022)

## Bývalí členové
- František Korecký: 1976, 1979–1994
- Milan Štěrba: 1976–1990, 1993–2002
- Pavel Lašťovička: 1976–1986
- Denisa Vondráčková: 1977–2011
- Eva Schneiderová: 1977–1980
- Renata Bělorová: 1980
- Petr Vacek: 1980–1984, 1993–1999
- Yveta Kasalická: 1983–1984
- Jan Hugo: 1983–1985
- Vendula Hugová: 1984–1985
- Veronika Glyknerová: 1985
- Jiří Nohel: 1986–1990
- Alena Chvátalová: 1985–1986
- Marta Nollová: 1986–2005
- Bohouš Sýkora: 1997–2006
- Aleš Zimolka: 2004–2012, zemřel 26. května 2012 při Rallye Český Krumlov ve věku 49 let.[1]
- Anna Rábová: 2006–2011
- David Doležel: 2012–2017
- Anežka Trnková (roz.Kufová): 2011–2017
- Daniela Vránová: 2016 - 2022
- Blanka Lašťovičková: 1978 - 2022
- Hana Horká: 1985–2022, zemřela 16. ledna 2022[2] na komplikace po onemocnění covidem-19.[3]

## Diskografie
- Dva havrani (1992)
  1. Námořník (John Riley)
  2. Můžem jít, milá (Will Ye Go, Lassie)
  3. Mladý Walter (Young Waters)
  4. Dívky z Mitchellstownu (Maids of Mitchellstown)
  5. Harfa (The Twa Sisters)
  6. Orkney (Orkney Anthem)
  7. Pojď do kopců (Come By The Hills)
  8. Dva havrani (The Twa Corbies)
  9. Susan Cooper
  10. Lord Maxwell (Lord Maxwell's Last Goodnight)
  11. Poslední člun odplouvá (The Last Boats A-Leavin)
  12. Kopce u pramenů řeky Tyne (The Rolling Hills Of The Border)

- Duše mé lásky (1994)
  1. Voda široké řeky (The Waters of Tyne)
  2. Krásnou vysočinou (Leezy Lindsay)
  3. Povstání Watta Tylera (Rebellion of Watt Tyler)
  4. Rybářská balada (Fiddler's Green)
  5. Vykoupení (Calvary)
  6. Ptákům křídla nevezmou (The Fields of Athenry)
  7. Krutá matka (The Cruel Mother)
  8. The Cup of Tea Set
  9. Rozkvetlé zahrady mé lásky (Down By the Sally Gardens)
  10. The City of Savannah/The Acrobat/Off to California
  11. Duše mé lásky (The Lover's Ghost)
  12. Podzimní vítr (Westron Wynde)

- Asonance 1 & 2 (1995)
  - Obsahuje první dvě vydaná alba (vyšla na kazetách) kromě skladby č.8 na druhém z nich

- Čarodějnice z Amesbury (1996)
  1. Morning on the Distant Shore
  2. Donald MacGillavry (Donald MacGillavry)
  3. V údolí pod strání (Bonny Hawthorn)
  4. Do Tamboirin Port/Johnny Hugos Favourite/The Connaughtmans Rambles
  5. Neklidný hrob (The Unquiet Grave)
  6. The Lark in the Morning
  7. Admirál Benbow (Brave Benbow)
  8. Západní vítr (Westering Home)
  9. Čarodějnice z Amesbury (Susanna Martin)
  10. Na rozkaz krále (King's Command)
  11. Merrily Kiss the Quakers Wife/Whelants Frolics
  12. Přístavní ulička (Rosemary Lane)
  13. Do Nového Skotska (Farewell to Nova Scotia)
  14. Zůstávám sám (Aye Waukin O)
  15. Alasdair, syn Collův (Alasdair, Mhic Colla)
  16. Smrtelnost (Mortality)

- Má pravá láska (1997)
  1. Ztrácím tě, lásko (Will Ye Gang, Love)
  2. The Peelers Jacket/Jackie Colemans Reel
  3. Tři cikáni (The Raggle-Taggle Gypsy)
  4. Má pravá láska (As I Roved Out)
  5. The Ennis March/The Scartaglen Slide
  6. Královská lovecká píseň (The Hunt Is Up)
  7. The Butterfly
  8. Sám císař rozkázal (The Bonnie Light Horseman)
  9. Galvestonská záplava (The Galveston Flood)
  10. Drowsy Maggie/The Humours of Tulla
  11. Blíž k Tobě (Soar Away)
  12. Kraj u Dooneen (Cliffs of Dooneen)
  13. Farewell to Erin
  14. Modlitba za krále (Agincourt Carol/The Road to Beziers)
  15. Přej těm poutníkům štěstí (Thousands Are Sailing)
  16. Ashokan Farewell

- Asonance Live (1998)
  1. Sam Gone Away
  2. Dva havrani (The Twa Corbies)
  3. Kopce u pramenů řeky Tyne (The Rolling Hills Of The Border)
  4. The Loch Tay Boat Song
  5. The Dark Girl/Maggie In The Woods
  6. Rybářská balada (Fiddler's Green)
  7. Duše mé lásky (The Lover's Ghost)
  8. Riding On The Donkey
  9. Námořník (John Riley)
  10. War Like Lads Of Russia
  11. Harfa (The Twa Sisters)
  12. Gentle Annie
  13. Humours Of Carrigaholt/Piper's Despair
  14. The Wexford Carol
  15. Miss Rowan Davies
  16. Ptákům křídla nevezmou (The Fields Of Athenry)
  17. Čarodějnice z Amesbury (Susanna Martin)
  18. Morning On The Distant Shore
  19. Will Ye Go, Lassie

- Alison Gross (2000)
  1. Alison Gross (Alison Gross)
  2. Má drahá matko (A Mháithrín Dhíleas)
  3. I Burried My Wife and Danced on the Top of Her / Na Ceannabhaín Bhána / Cailleach An Airgid
  4. Krutý bratr (Andrew Lammie)
  5. The Trail of Tears / Keep Her Going (Declan Masterson)
  6. Schází mi tvůj úsměv (Calum Sgaire)
  7. The Providence Reel / The Pigeon on the Gate / The Killavil Reel
  8. Říkají, že ďábel zdech (Some Say the Devil Is Dead)
  9. Tesař (The House Carpenter)
  10. The Parting Glass
  11. Davidův nářek (David's Lamentation)
  12. Kovář (The Blacksmith)
  13. Čeká na mě (The Curragh of Kildare)
  14. Jackson's / Cliffs of Moher / Miller's Maggot
  15. Zelené francouzské pláně (No Man's Land)
  16. The Flowers of the Forest

- Vzdálené ostrovy (2003)
  1. Vzdálené ostrovy (Na Hu O Ho)
  2. Šálek čaje
  3. Bitva u Harlaw (The Battle of Harlaw)
  4. Hugo Graem (Hughie the Graeme)
  5. Dej se k nám (Aikendrum)
  6. Salamanca
  7. Mě si málo můj milý všímá (Fear a Bháta)
  8. Inisheer
  9. Lord Willoughby (Lord Willoughby)
  10. Je daleko ode mne (Is Fada Liom Uaim í)
  11. Lasička
  12. Džbánek vína (Silver Tassie)
  13. Na panských loukách (Dacw Fuwch)
  14. Panenky z Hrádku (Dawns o Gwmpas)
  15. The Fruiting Branch/The Gladstane's March
  16. Ďáblovy námluvy (The Devil’s Courtship)
  17. Krev a zlato (Blood and Gold)

- Jestřáb (2006)
  1. Vikingové (Tha Sgeul Ur Air Tighinn Don)
  2. Barbarské pobřeží (The Coast of High Barbary)
  3. Alan Morrisson (Ailein Duinn)
  4. Bratrova pomsta (Brother's Revenge)
  5. Markétka a voják (Mary and the Soldier)
  6. Podivný rytíř (Outlandish Knight)
  7. Kvůli tvým očím (Peggy Gordon)
  8. Moře mám ráda (Cape Breton Song)
  9. Já jednu krásnou dívku znal (Once I Knew a Pretty Girl)
  10. Johnny Cope
  11. Kraj mého dětství (The Broom of Cowdenknowes)
  12. Velikonoční sekvence (Victimae Paschali)
  13. Pomáhej nám svatý Jiří (Buain na Choirce)
  14. Jestřáb (Coisich a Ruin)

- Království keltů (2010)
  1. Tančila Anežka (Fosgail An Dorus)
  2. Loupežník (The Newry Highwayman)
  3. Van Diemenova zem (Van Diemen’s Land)
  4. Království Keltů (Cànan nan Gàidheal)
  5. Dunrobin Castle
  6. Káně (Sraid Na H-Eala)
  7. Asi tě mám ráda (Seice Ruairidh)
  8. MacPherson (MacPherson’s Rant)
  9. Žalm 154 (Capernaum)
  10. Divoký sokol (Blackbirds and Thrushes)
  11. Lord Gordon (Sken Jomfru)
  12. Kilkelly (Kilkelly, Ireland)
  13. Miss Claire
  14. Dva havrani (The Twa Corbies)
  15. Alison Gross (Alison Gross)
  16. Ďáblovy námluvy (The Devil’s Courtship)
  17. Čarodějnice z Amesbury (Susanna Martin)

- Tesař z Nazareta (2014)
  1. Bannockburn (An Sabhal Aig Nèill)
  2. Já s tebou nepojedu (Hug Air A' Bhonaid Mhoir)
  3. Oral Janko (Bha Mise Raoir Air An Airigh)
  4. Tesař z Nazareta (O Nach Eisdeadh)
  5. Krásná Klára (Claire in Heaven)
  6. Syn Jakubův, syn Anny (A Mhic Iain 'Ic Sheumais)
  7. Bitva u Arsufu (Dheanainn Súgradh)
  8. Kolovrátek (Suil a Ruin)
  9. Můj František je námořník (Knickers Of Corduroy)
  10. Zaječí tlapka (Old New Year / McGlinchey's / The Hare's Paw)
  11. Lord Gregory (Lord Gregory – Child 76)
  12. Za údolím (Thairis Air a´ Ghleann)

- Návrat krále (2019)
  1. Návrat krále (Mile Marbhaisgh Air A'Ghaol / Air Fàir An Là)
  2. La Rochelle (Our Captain Cried All Hands)
  3. Lord Bernard (Little Musgrave and Lady Barnard)
  4. Pasáček ovcí (Tighinn Air A'Mhuir Am Fear A Phosas Mi)
  5. Můj milý synu (Edward)
  6. Tvá jediná (Tha Caolas Eadar Mi'S Iain)
  7. Napoleon (The Bonny Bunch of Roses)
  8. Bitva u Glenmalure (Follow me up to Carlow)
  9. Jezero Coolfin (The Lakes of Coolfin)
  10. Znám tě chvíli (Fear A'Bhàta)
  11. Chasník Jiří (Lucy Wan)
  12. Maria (Seacht Suáilcí Na Maighdine Muire)

- Malcolm (2024)
  1. Jsem ti souzená (Dh'Eirich Mi Moch Madainn Cheòthar)
  2. Boháč a Lazar (Dives and Lazarus)
  3. Malcolm, syn Donnchadův (Mairead Nan Cuiread)
  4. Utečeme, lásko (Port Dannsaidh Hiortach)
  5. Dunseverick (The Belfast Mountains)
  6. Bitva u Athelstanefordu (Do Dhà Shùil Bheag Bhiolach)
  7. Lord Randall (Lord Randall)
  8. Stráně v Balnacoil (Quiet Land of Erin)
  9. Zůstáváš mým potěšením (Mo Thruaighe Leir Thu Ille Bhuidhe / Raasay's Farewell)
  10. Postrádám tě (A Chatrion Og)
  11. Glenshee (Slipping the Jig / Up in the Garret / The Jig's Up)
  12. Princezna Viktorie (The Sweet Trinity)
  13. Kapitán Ward (Captain Ward and the Rainbow)
  14. Ben Hall (Ben Hall)
  15. Každou cestou (Every River)